# Anton Källberg
Pour les articles homonymes, voir Kallberg.
Anton Källberg, né le 17 août 1997 à Stockholm, est un pongiste suédois.
Il est numéro 15 mondial en mars 2025. Il est sponsorisé par la marque Butterfly.

## Biographie
Il remporte deux fois le WTT Contender de Tunis en 2021 et en 2023,.
Il est deux fois champion de Suède en simple senior en 2017 et en 2020,.
Il a gagné trois médailles de bronze aux championnats d'Europe, deux en par équipes et une en double homme avec Jon Persson. Il est médaillé d'argent aux Jeux européens de 2023 en par équipes.
Il évolue pour le club du Borussia Düsseldorf depuis 2016. Il a remporté cinq championnats d'Allemagne et deux Ligue des champions de tennis de table avec son club.
En janvier 2024, il remporte le Final Four de Bundesliga avec le Borussia Düsseldorf. Victoire 3 matchs à 1 en demi-finale contre l'ASV Grünwettersbach, puis victoire 3 matchs à 0 en finale contre le FC Saarbrücken.
En avril 2024, il est finaliste de la Ligue des champions avec son club, le Borussia Düsseldorf (défaite 3 matchs à 2 contre le FC Saarbrücken).
En juin 2024, il est champion d'Allemagne par équipe avec le Borussia Düsseldorf : victoire 3 matchs à 1 contre le FC Saarbrücken.
Le 1er juin 2025, il est finaliste de la Ligue des champions avec son club, le Borussia Düsseldorf (défaite 3 matchs à 2 contre le FC Saarbrücken).

## Vie privée
Il a une sœur, Christina Källberg qui est aussi pongiste de haut niveau.